# Alejandro Guido
Alejandro Guido, né le 22 mars 1994 à San Diego aux États-Unis, est un joueur américain de soccer. Il évolue au poste de milieu défensif au Loyal de San Diego en USL Championship.

## Biographie

### En club
Alejandro Guido dispute une rencontre en Ligue des champions de la CONCACAF en 2018 avec le Club Tijuana.

### En équipe nationale
Avec les moins de 17 ans, il participe à la Coupe du monde des moins de 17 ans en 2011. Lors de cette compétition organisée au Mexique, il joue quatre matchs, inscrivant un but contre la Tchéquie. Les Américains sont éliminés en huitièmes de finale par l'Allemagne.